# Lambert Closse
Raphaël-Lambert Closse, né vers 1618 à Mogues et décédé le 6 février 1662 à Montréal, est un marchand, notaire seigneurial et sergent-major de la garnison de Ville-Marie. Faisant partie des premiers colons de Montréal, il en est le gouverneur de façon intérimaire entre 1655 et 1657.

## Biographie
Ayant débarqué en Nouvelle-France en 1647, il mit souvent sa vie en danger pour défendre ses compatriotes. Il était originaire de Saint-Denis-de-Mogues en France. Il est souvent représenté avec Pilotte, sa chienne et fidèle amie qui l'accompagna dans ses aventures. 
Le 4 octobre 1658, Adam Dollard des Ormeaux devient le parrain de sa fille. 
Selon l'Ursuline Marie de l'Incarnation, Lambert Closse et Charles Le Moyne sont «des amasseurs de fourrures».
Il est décédé au combat à Montréal le 6 février 1662. Lambert Closse a servi d'inspiration à l'auteur de "La réponse de la race" qui employa son nom en pseudonyme.

### Arrière-fief Closse
Les seigneurs de l'Île de Montréal concédèrent quelques arrière-fiefs, de superficie relativement restreinte, dont :
- Le fief Closse, concédé le 12 février 1658 à Lambert Closse et le 27 juin 1672 à demoiselle Migeon, veuve Closse.  Il s'agissait d'une étroite bande de terre de 2 arpents sur 45 arpents, située le long de la grande rue du faubourg Saint-Laurent, à l'est de celle-ci, et à partir de la petite rivière en s'étendant vers le nord[2].

## Littérature canadienne
Le nom de Lambert Closse fut utilisé à quelques reprises comme pseudonyme pour la publication anonyme de certains ouvrages nationalistes dont La réponse de la race paru en 1922. Il est en outre le héros du roman L'oublié, 1902, de Laure Conan.